# Carlos Meijide Calvo

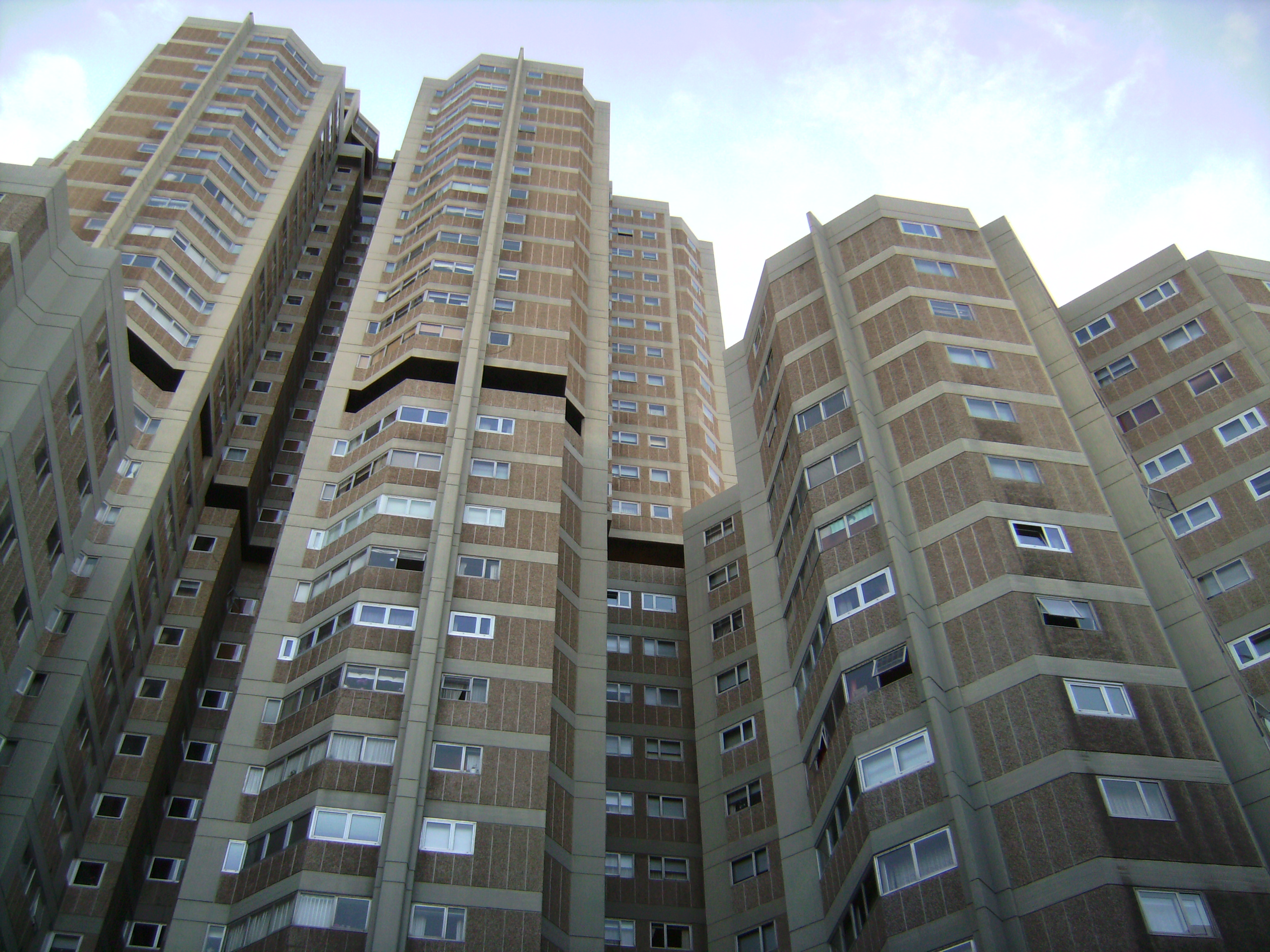
Edificio Trébol, en La Coruña.

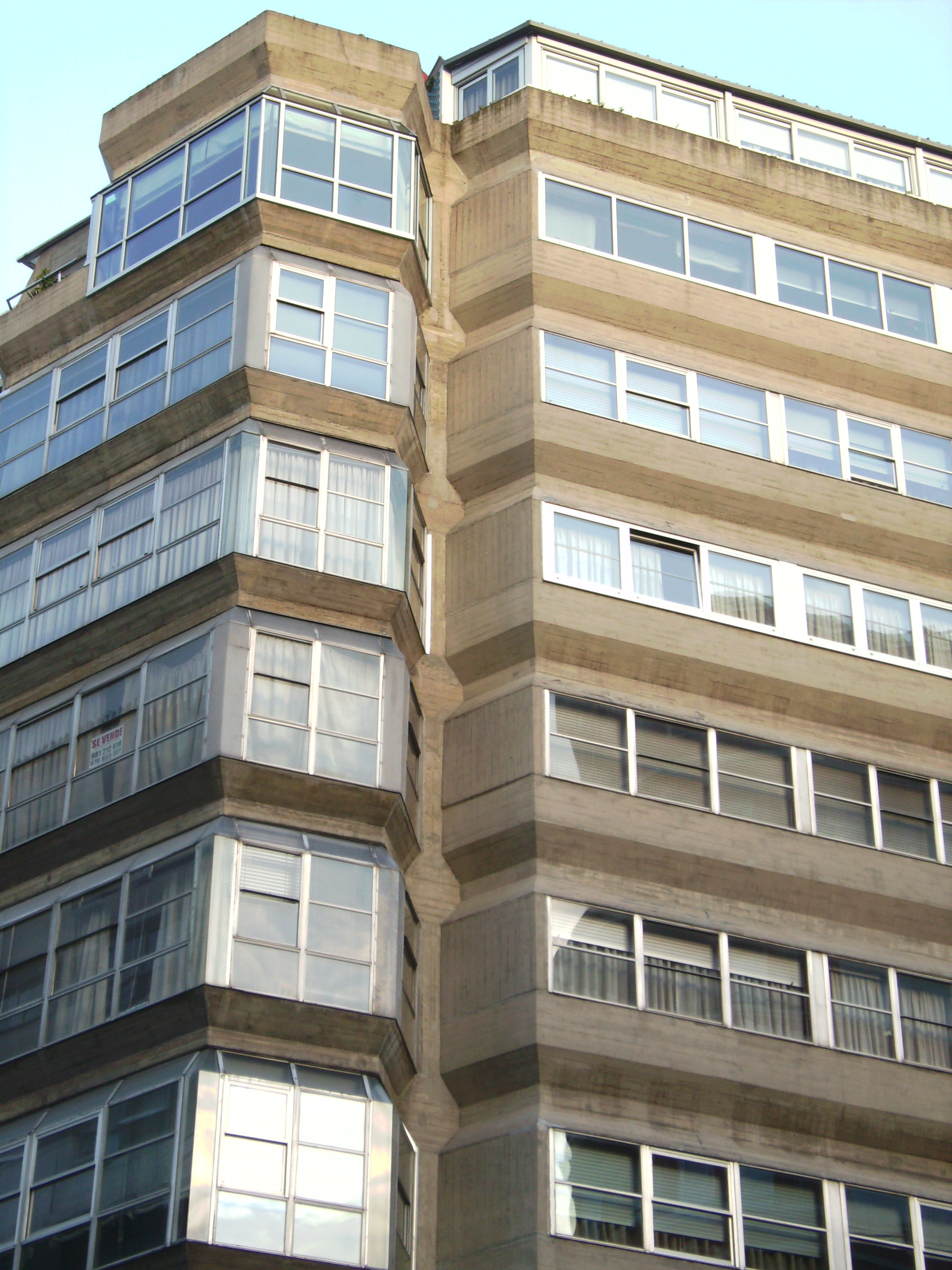
Viviendas y locales comerciales en la calle Juan Flórez, La Coruña.

Carlos Enrique Meijide Calvo (Monforte de Lemos, 2 de mayo de 1936 - † 2001) fue un arquitecto español y profesor de Proyectos en la Escuela Técnica Superior de Arquitectura de La Coruña (ETSAC). Titulado por la Escuela Técnica Superior de Arquitectura de Madrid en 1963 y doctorado por la misma en 1968, el grueso de su obra la edificó en Galicia. Además de arquitecto y profesor fue también arquitecto del Ministerio de Vivienda y subdirector general de patrimonio histórico de Galicia.

## Principales proyectos
- Casa de la Cultura (Monforte de Lemos), 1962-1985.
- Vivienda unifamiliar en El Castelo (Sada, provincia de La Coruña), 1967.
- Edificio de viviendas y locales comerciales en la calle San Jaime (La Coruña), 1967.
- Apartamento en la playa de Bastiagueiro (Oleiros, provincia de La Coruña), 1968.
- Escuela de Ferreira de Pantón y viviendas para maestros (provincia de Lugo), 1968-1970.
- Edificio de viviendas y locales comerciales en la calle Hersa (El Burgo, prov. de La Coruña), 1968.
- Edificio de 50 viviendas y locales comerciales en El Burgo (Culleredo, prov. de La Coruña), 1970.
- 30 viviendas y locales comerciales en Bastiagueiros (Oleiros), 1970.
- Edificio de 38 viviendas y locales comerciales en la calle Juan Flórez (La Coruña), 1970.
- Urbanización de 296 viviendas (Santiago de Compostela), 1972.
- 40 viviendas (Monforte de Lemos, provincia de Lugo), 1972.
- Edificio de 24 viviendas (Guitiriz, prov. de Lugo), 1972.
- Apartamentos Tenis (San Pedro de Nós, Oleiros), 1972.
- Vivienda unifamiliar (Barreiros, prov. de Lugo), 1972.
- Edificio Trébol (La Coruña, 1973.
- 28 viviendas y locales comerciales en la calle General Aranda (Ferrol), 1973.
- Guardería en la calle Eduardo Pondal (Monforte de Lemos), 1974.
- Hábitat residencial Puente Pasaje (La Coruña), 1975.
- Restauración de la iglesia de Santa María de Ferreira de Pallares (Guntín, prov. de Lugo), 1981-1984.
- Apartamentos (Lago, en Miño, prov. de La Coruña), 1983.
- Colegio (Perillo, Oleiros), 1983.
- Restauración del colegio Cardenal Rodrigo de Castro (Monforte de Lemos), 1985.
- Colegio (Puenteceso, prov. de Coruña), 1985.
- Escuela Gallega de la Administración Pública (Santiago de Compostela), 1988.
- Parque El Pasatiempo (Betanzos), 1990.
- Viviendas unifamiliares adosadas (Santiago de Compostela), 1992.
- Viviendas pareadas en Avenida Europa (Toledo), 1994.
- Centro de salud (Villalba), 1995.
- Rehabilitación de la rectoral del monasterio de San Xusto de Toxosoutos y de su entorno (Lousame, prov. de La Coruña), 1997.
- Albergue de peregrinos (Villalba), 1999.
- Talleres tecnológicos para ingenieros (Campus de Ferrol-Esteiros), 2000.